# Konstantínos Livanós
Konstantínos « Kóstas » Livanós (grec moderne : Κωνσταντίνος «Κώστας» Λιβανός ; né le 23 octobre 2000 à La Canée) est un coureur cycliste grec, spécialiste des épreuves de vitesse sur piste. 

## Biographie
Konstantínos Livanós vient de La Canée en Crète. En 2018, il devient triple champion de Grèce chez les juniors (moins de 19 ans) en vitesse individuelle, en keirin et en vitesse par équipes avec Vassílis Mavrigiannákis et Ilías Paterákis. L'année suivante, il remporte à nouveau ces trois titres juniors. Il est également devenu champion national du kilomètre contre-la-montre chez les élites.
Toujours en 2019, il est double champion d'Europe juniors de vitesse individuelle et du kilomètre à Gand. Quelques semaines plus tard, il est sacré double champion du monde juniors en vitesse individuelle et en keirin aux mondiaux de Francfort-sur-l'Oder.
En novembre 2020, profitant de l'absence de plusieurs nations fortes de la piste en raison de la pandémie de Covid-19, il décroche une médaille de bronze en vitesse par équipes lors des championnats d'Europe 2020.

## Palmarès sur piste

### Championnats du monde
| Édition / Épreuve                   | Keirin | Vitesse individuelle |
| Francfort-sur-l'Oder 2019 (juniors) | Or     | Or                   |

### Championnats d'Europe
| Édition / Épreuve          | Kilomètre | Keirin | Vitesse individuelle | Vitesse par équipes |
| Gand 2019 (juniors)        | Or        |        | Or                   |                     |
| Fiorenzuola 2020 (espoirs) | 7e        |        | Bronze               |                     |
| Plovdiv 2020               |           |        | 9e                   | Bronze              |
| Granges 2021               |           | 13e    | 16e                  | 8e                  |
| Anadia 2022 (espoirs)      |           |        | 8e                   |                     |
| Anadia 2023 (espoirs)      |           | Argent | 7e                   | 6e                  |

### Championnats de Grèce
- 2018
  -  Champion de Grèce du keirin juniors
  -  Champion de Grèce de vitesse juniors
  -  Champion de Grèce de vitesse par équipes juniors
- 2019
  -  Champion de Grèce du kilomètre
  -  Champion de Grèce du keirin juniors
  -  Champion de Grèce de vitesse juniors
  -  Champion de Grèce de vitesse par équipes juniors
- 2020
  -  Champion de Grèce du keirin
- 2021
  -  Champion de Grèce du kilomètre
  -  Champion de Grèce du keirin
  -  Champion de Grèce de vitesse